# Dino Drusiani
Dino Drusiani (Campogalliano, 26 aprile 1952) è un cantante italiano.

## Biografia
Figlio di un riparatore di biciclette, si esibisce sin da giovanissimo nei locali da ballo dell'Emilia-Romagna. Nel 1969 vince il concorso "Voci nuove" del Festival di Castrocaro, insieme a Lucia Rizzi.
Acquisisce così il diritto a partecipare al Festival di Sanremo 1970, dove presenta Ora vivo in abbinamento con Francesco Banti, non riuscendo ad andare in finale.
Dopo il festival torna ad esibirsi in ambito locale; è attore della compagnia dialettale carpigiana Il Granisèl e guida alcune formazioni musicali come gli Amici di Carpi.

## Discografia parziale
- 1970: Ora vivo/Una città tra noi (Philips, 6025 004)
- 1970: Cara Trudy / Ridi Pamela (Philips, 6025 008)